# Octosporella
Octosporella ist eine Gattung der Kokzidien, für die bislang fünf Arten beschrieben sind. Die Vertreter der Gattung sind dadurch gekennzeichnet, dass jede Oozyste acht Sporozysten (altgriechisch ὀκτά okta, deutsch ‚acht‘) mit je zwei Sporozoiten enthält. Die Gattung ist bislang wenig erforscht, ihre Validität fraglich.
Bislang sind fünf Arten beschrieben:
- Octosporella hystrix: Kurzschnabeligel[4]
- Octosporella mabuiae: im Darm von Skinken der Gattung Trachylepis[5]
- Octosporella notropis: im Darmepithel, Milz und Schwimmblase des Karpfenfischs Luxilus cornutus[2]
- Octosporella opeongoensis: in der Schwimmblase des Karpfenfischs Notemigonus crysoleucas[2]
- Octosporella sasajewunensis: in der Schwimmblase des Karpfenfischs Notemigonus crysoleucas[2]

Von den drei Arten bei Fischen sind lediglich die Oozysten bekannt. Nach Molnar (1996) sind die Octorella-Arten bei Fischen Fehlzuordnungen und sollten als Nomina nuda betrachtet werden. Die beiden anderen Arten sind vermutlich Parasiten von Gliederfüßern und damit bei Wirbeltieren nur Pseudoparasitennachweise.